# ビータ・アキモワ
ビータ・ウラジスラヴォヴナ・アキモワ（ロシア語: Вита Владиславовна Акимова、ラテン文字転写: Vita Vladislavovna Akimova、2002年7月16日 - ）は、ロシアの女子バレーボール選手。ポジションはオポジット。ロシア代表。

## 来歴

### クラブチーム
ノヤブリスク出身。2020年、Dinamo-Ak Barsへ入団。2021年1月、Sparta Nizhny Novgorodへ移籍して半年間プレーした。2021/22シーズンはDinamo-Metarでプレーすることが発表された。2022年6月、フランスのヴォレロ・ル・カネへの移籍が発表され、2022/23シーズンのフランスリーグでの優勝に貢献し、自身はMVP、ベストオポジット賞を受賞した。2023年6月、イタリアセリエA1のイゴール・ゴルゴンゾーラ・ノヴァーラと2年契約し、2023/24シーズンのChallenge Cupで優勝しMVPに選ばれ、セリエA1リーグでは4位となった。

### 代表チーム
アンダーカテゴリーの代表として2018年、U-17欧州選手権で金メダルを獲得。2019年、U-19世界選手権に出場した。2021年、U-21世界選手権に出場し銅メダルを獲得し、自身はベストオポジット賞を受賞した。

## 受賞歴
- 2021年 U-21世界選手権 ベストオポジット賞
- 2023年 2022/23フランスリーグA  MVP、ベストオポジット賞

## 所属クラブ
- Dinamo-Ak Bars（2020-2021年）
- Sparta Nizhny Novgorod（2021年）
- Dinamo-Metar（2021-2022年）
- Federal Territory Sirius（2022年）
- ヴォレロ・ル・カネ（2022-2023年）
- イゴール・ゴルゴンゾーラ・ノヴァーラ（2023年-）